# William Brooke Purdon
William Brooke Purdon, britanski general, * 1881, † 1950.